# Locker-, Halbfest- und Festgestein
Die Geologie unterteilt Gesteine nach ihrer Festigkeit in Lockergesteine und Festgesteine. Die Ingenieur- und Baugrundgeologie kennt zudem noch Halbfestgesteine. Im konkreten Fall geschieht die Beurteilung und Feststellung der entsprechenden bautechnischen Bodenklasse (1–7) durch Sachverständige, die in der Bodenmechanik bewandert sind. Die technische Disziplin, welche sich primär mit dem Verhalten von Festgesteinsmassen beschäftigt, ist die Felsmechanik.

## Lockergestein

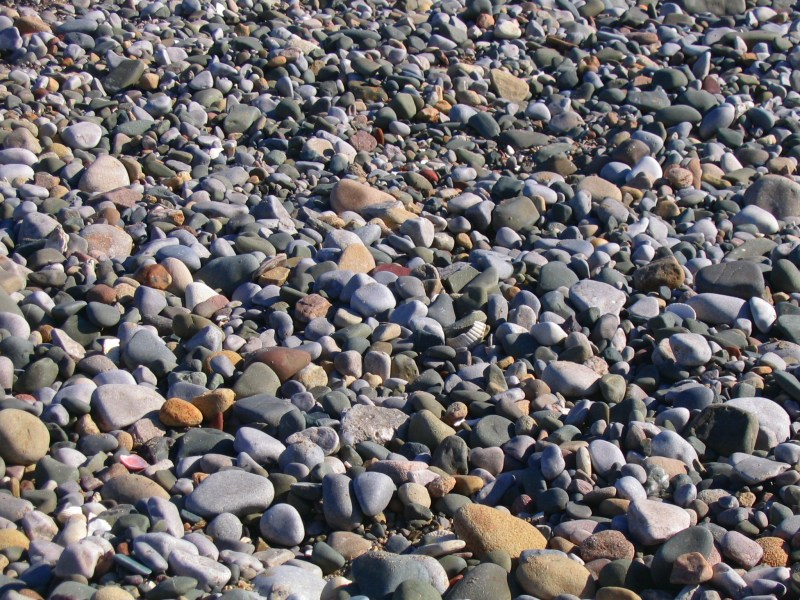
Kies

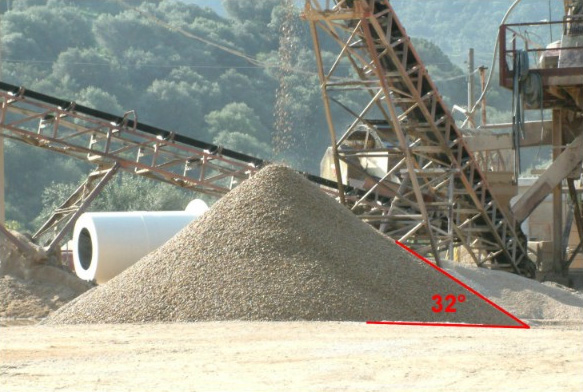
Schüttkegel aus grobem Sand

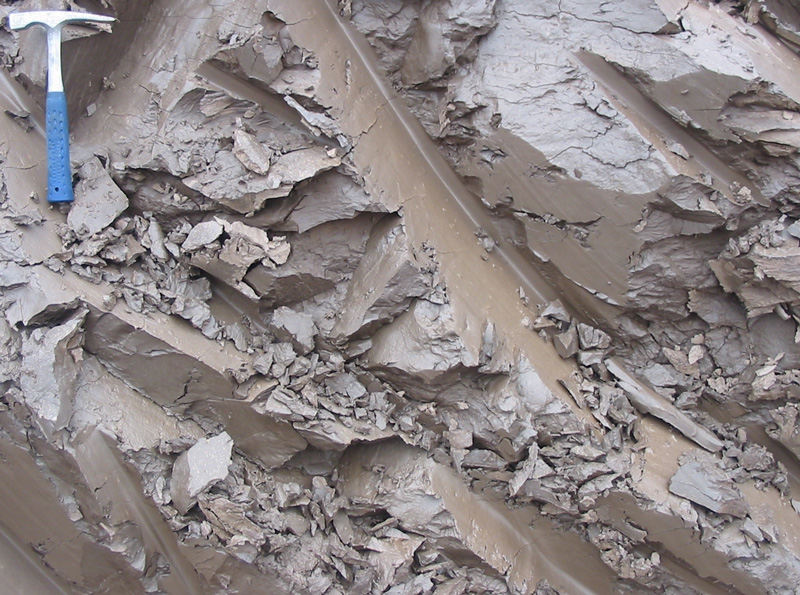
Ton

Lockergestein (Bodenklassen 1–5) ist ein nicht verfestigtes Haufwerk, dessen Gemengteile keinen festen Zusammenhalt, also wenig Kornbindung haben. Die Zwischenräume sind mit Luft oder Wasser gefüllt. Es hat eine sehr geringe Scherfestigkeit, und bei Böschungen oder Schüttungen lässt sich seine Stabilität relativ gut mit dem Reibungswinkel beschreiben. Lockergesteine lassen sich darüber hinaus in nicht bindig (Kornbindung nur durch Reibung), bindig (Teilchenhaftung vorwiegend durch Kohäsion etwa durch Tonminerale) und organisch (Zusammenhalt durch Verfilzung organischer Fasern) einteilen.
Nach der Definition von Maidl (siehe Literatur) ist Lockergestein ein Gemenge ohne mineralische Bindung. Es kann eine Mischung von Mineralien, Gesteinsbruchstücken und organischem Material sein oder ausschließlich aus einer dieser Komponenten bestehen. Ein Zerlegen der mineralischen Anteile nach Korngrößen ist möglich. Ein weiteres Merkmal ist die überwiegende Punktberührung der Teilkörper. Lockergestein besteht grundsätzlich aus mehreren Phasen oder Aggregatzuständen (fest-flüssig, fest-gasförmig oder fest-flüssig-gasförmig).
Die wichtigsten Arten von Lockergestein sind – vom Groben zum Feinen:
- Bergsturz-Material, Schutthalden oder Störzonen
- Schotter, Geröll und Kies
- verschiedene Arten von Moränen und Sackungen
- Sand, Schluff (Silt) und Lehm
- vulkanische Asche
- Ton (kann teilweise schon stärker kompaktiert sein.)

In manchen Lockergesteinen können, wie etwa bei älteren Sand- oder Schotterbänken, die Gesteinskörner geringfügig miteinander verkittet sein, so lange dies noch keine die Festigkeit prägende Eigenschaft ist.
Aus lockerem Gestein bestehen auch manche Himmelskörper, insbesondere sonnenferne Asteroiden und die meisten Kometenkerne. Bei ersteren entspricht die Konsistenz etwa einem nur wenig verfestigten Konglomerat. Kometenkerne sind hingegen ein Gemisch aus dem Eis verschiedener gefrorener Gase, sogenanntem „Sternenstaub“ und Gesteinsanteilen aus Meteorit-artigem Material.

## Festgestein

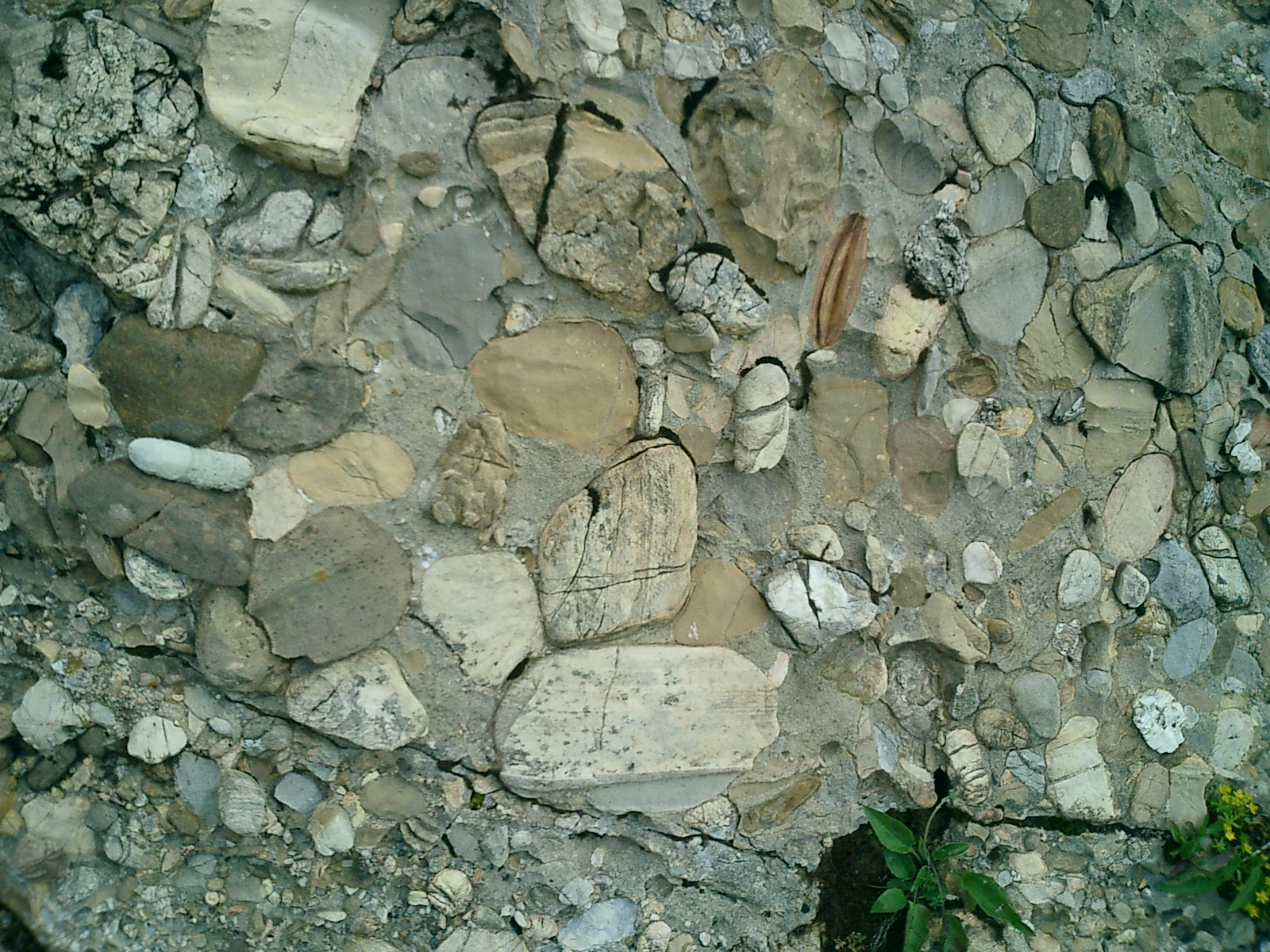
Konglomerat

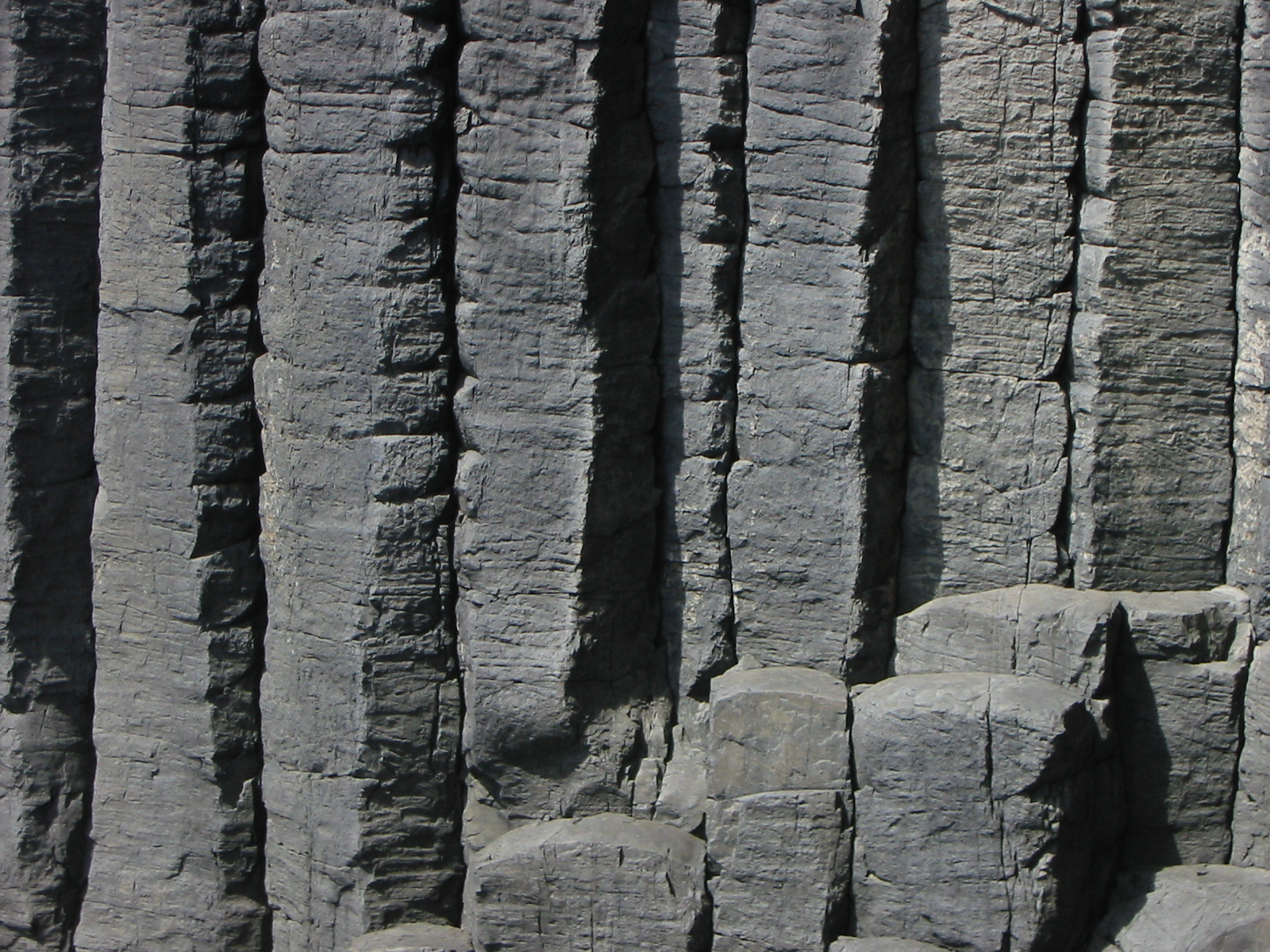
Basalt

Festgesteine (Bodenklassen 6–7), die Alltagssprache nennt sie „Stein“, „Naturstein“ oder „Fels“, sind mechanisch widerstandsfähige Gesteine, deren Struktur und Verformbarkeit der von Festkörpern entspricht. Bei Erhöhung von Druck/Temperatur oder durch Bergwasser werden die Zwischenräume (Poren) in Lockergesteinen verkleinert und mit Abscheidungen wie Kalzit und Kieselsäure, Tonmineralen und Eisenoxiden aufgefüllt (zementiert), so dass aus einem lockeren Material wie etwa kalkhaltigem Sand, sandigem Kies, Kalkschlamm oder Ton Festgesteine wie Kalksandstein, Konglomerat und Brekzie, Kalksinter, Kalkstein oder Tonschiefer entstehen kann. Dieser Prozess ist als Diagenese in der Gesteinskunde beschrieben und besteht aus Kompaktion (Verpressung) und Zementation (Bindemittelzufuhr).
Zu den Festgesteinen zählen neben den Sedimentgesteinen (Ablagerungsgesteine, oft diagenetisch verfestigte Lockergesteine) auch die übrigen beiden Gesteinsklassen Magmatite (Erstarrungsgesteine: Plutonite, Vulkanite, Ganggesteine) und Metamorphite (Umwandlungsgesteine: z. B. Gneise). Sie werden im Bauwesen als Naturwerksteine bezeichnet.
Ist die Druckfestigkeit von Festgesteinen größer als etwa 100 N/mm² (1.000 kg/cm²), übersteigt die entsprechende Bodenklasse den Wert von 6. Die Härte und die Scherfestigkeit dieser Gesteine hängen von der inneren Struktur ab, unter anderem von der Korngröße, Klüftung und Schieferung. Gemessen an der mittleren Druckfestigkeit übersteigt Sandstein mit 200-3.000 kg/cm² teilweise diese Grenze, seltener hingegen Kalkstein und Dolomit (300-1.800), während Granite und Gneise bis etwa 2.500 kg/cm² reichen. Das mechanisch widerstandsfähigste Gestein, das sich in der oberen Erdkruste findet, ist feinkörniger Basalt (bis über 5.000 kg/cm²).

## Halbfestgestein

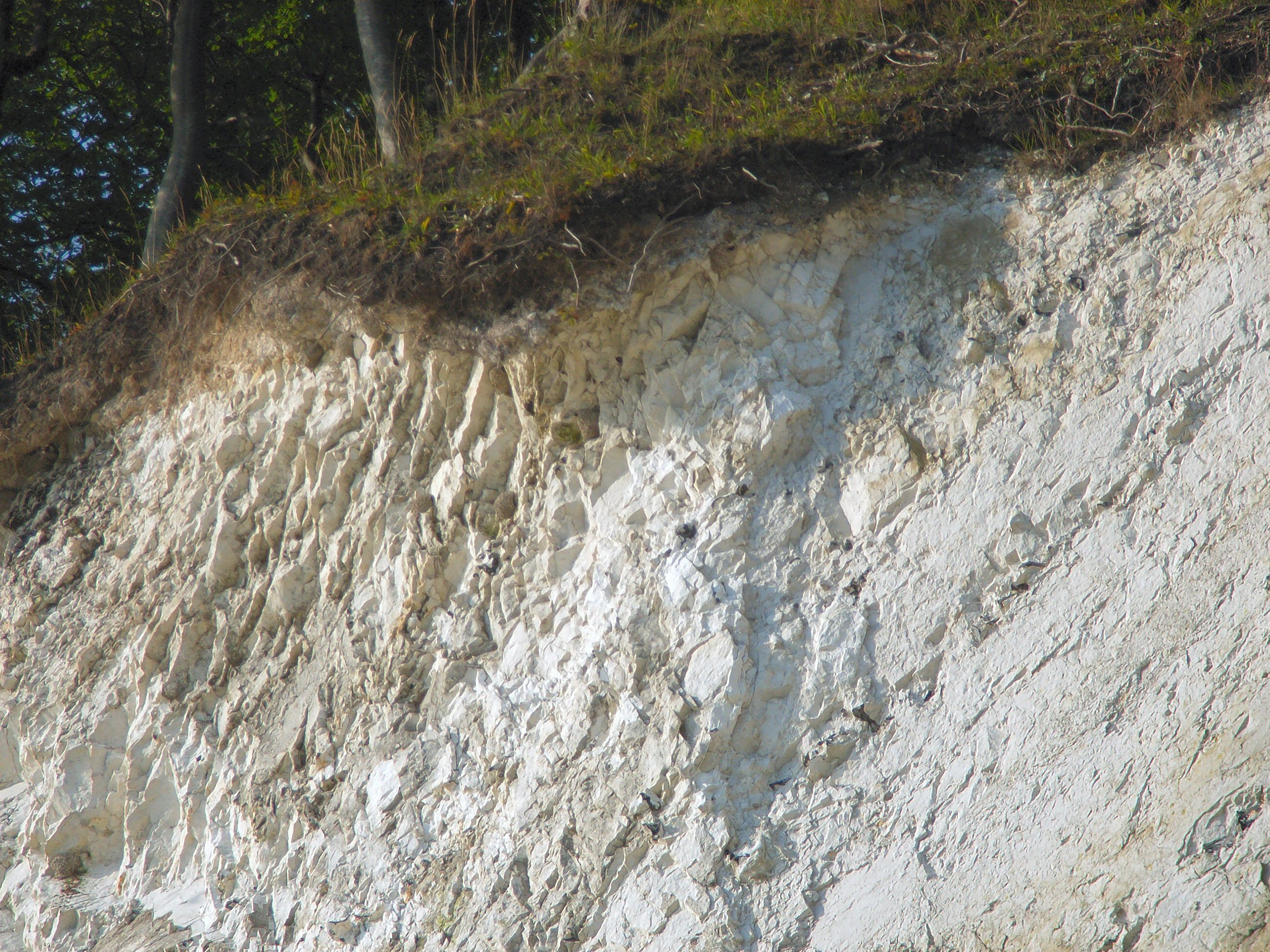
Kreide

Halbfestgesteine (Bodenklasse 6) liegen zwischen Locker- und Festgestein. Sie haben Druckfestigkeiten unter 80 N/mm² (800 kg/cm²). Zur Sprengung solcher Gesteine wird eine Sprengstoffmenge von etwa 150–200 g/m³ benötigt. Die typischen mechanischen Eigenschaften eines Halbfestgesteins können einerseits auf fortgeschrittene Diagenese eines Lockergesteins, anderseits auf fortgeschrittene Verwitterung, relativ starke Klüftung oder die speziellen Materialeigenschaften (Mineralbestand) eines Festgesteins zurückzuführen sein.
Beispiele für Halbfestgesteine sind schwach bis mittelgradig diagenetische Tonsteine (z. B. „Ölschiefer“), Kreide, Kalkmergel, manche Gipse, Kalktuffe, Travertine und vulkanische Tuffe. Stark verwitterte Marmore oder Dolomite können ebenfalls hierzu gehören.